# 3. Sinfonie (Rachmaninow)
Die Sinfonie Nr. 3 a-Moll op. 44 ist die letzte Sinfonie von Sergei Wassiljewitsch Rachmaninow.

## Entstehung
Rachmaninow komponierte die dritte Sinfonie im Jahr 1935, knappe 30 Jahre nach seiner zweiten Sinfonie. Im Jahr 1938 entstand eine zweite Fassung des Werks.

## Zur Musik

### Besetzung
Piccoloflöte, zwei Flöten, zwei Oboen, Englischhorn, zwei Klarinetten in A und B, Bassklarinette in A und B, zwei Fagotte, Kontrafagott, vier Waldhörner in F, zwei Trompeten in A und B, Alttrompete in F, drei Posaunen, Tuba, drei Pauken, Xylophon, Triangel, Kleine Trommel, Becken, Große Trommel, Tamburin, Gong, Harfe (oder Celesta), Violinen, Violen, Celli, Kontrabässe.

### Satzfolge
1. Lento – Allegro moderato – Allegro
2. Adagio ma non troppo – Allegro vivace
3. Allegro – Allegro vivace – Allegro (Tempo primo) – Allegretto – Allegro vivace.

### Analyse
Mit seinem zweiten Hauptthema knüpft der Kopfsatz an die zweite Sinfonie an. Der nostalgischen Idylle des Satzes werden in dessen Verlauf Modernismen gegenübergestellt.
Gleiches findet im zweiten Satz statt, der an sich romantisch gehalten ist, als Mittelteil jedoch ein neoklassizistisches Scherzo enthält.
Im dritten Satz der Sinfonie lehnt sich Rachmaninow mit einem Fugato an seinen Lehrer Sergei Iwanowitsch Tanejew an. Die Reprise wird von einem Bolero-Intermezzo eingeleitet.

## Wirkung
Die dritte Sinfonie wurde im Jahr 1936 in Philadelphia vom Philadelphia Orchestra unter Leopold Stokowski uraufgeführt. Rachmaninow nahm die mäßige öffentliche Reaktion gelassen auf: „Ihre Aufnahme bei Publikum und Kritikern war säuerlich. Eine Rezension liegt mir besonders schwer im Magen: dass ich keine 3. Symphonie mehr in mir habe. Ich persönlich bin fest davon überzeugt, dass dies ein gutes Werk ist. Aber manchmal liegen Komponisten auch falsch. Bis jetzt halte ich aber an meiner Meinung fest.“